# Hymenophyllum multialatum
Hymenophyllum multialatum är en hinnbräkenväxtart som beskrevs av Conrad Vernon Morton. Hymenophyllum multialatum ingår i släktet Hymenophyllum och familjen Hymenophyllaceae. Inga underarter finns listade.